# 环林西路
环林西路是中国上海市浦东新区的一条道路，西北到东南走向，西北起三林路，东南至东明路接环林东路，全长1.1公里。

## 交会道路（西北向东南）
- 三林路
- 池河路
- 永泰路
- 春延路
- 品柿路
- 东明路